# ولسوالی دولت‌آباد (فاریاب)
ولسوالی دولت‌آباد یکی از ۱۴ ولسوالی‌‌‌‌ ولایت فاریاب، به مرکزیت شهر دولت‌آباد در شمال غربی افغانستان است. دولت‌آباد از ولسوالی‌های درجه دوم ولایت فاریاب بوده، پهناوری آن ۲۵۹۸ کیلومتر مربع است و با ۵۶٬۱۹۱ نفر جمعیت در سال ۱۳۹۹، دهمین ولسوالی پر جمعیت‌ ولایت فاریاب می‌باشد.
ولسوالی دولت‌آباد از شمال با ولسوالی‌های قرم‌قل واندخوی، از غرب با ترکمنستان، از جنوب با ولسوالی شیرین تگاب، از شرق با ولایت جوزجان محدود می‌باشد.